# Jack Medica
Jack Medica (Seattle, Estados Unidos, 5 de octubre de 1914-Carson City, 15 de abril de 1985) fue un nadador estadounidense especializado en pruebas de estilo libre media y larga distancia, donde consiguió ser campeón olímpico en 1936 en los 400 metros.

## Carrera deportiva
En los Juegos Olímpicos de Berlín 1936 ganó la medalla de oro en los 400 metros estilo libre con un tiempo de 4:44.5 segundos, por delante de los japoneses Shunpei Uto y Shozo Makino, la plata en los 1500 metros estilo libre, tras el japonés Noboru Terada, y también medalla de plata en los relevos de 4x200 metros libre, tras Japón y por delante de Hungría.